# Vitol'd Vitold'ovič Jakimčik
Vitol'd Vitold'ovič Jakimčik (in russo Витольд Витольдович Якимчик?; San Pietroburgo, 26 dicembre 1909 – Ust-Kamenogorsk, 28 maggio 1977) è stato un compositore di scacchi sovietico.
Dal 1927 ha composto circa 120 studi, di cui 15 ottennero il primo premio. Maestro dello sport dell'Unione Sovietica (1963), giudice internazionale della composizione (1967), ha partecipato a 7 campionati sovietici della composizione, tra i migliori risultati 1º-2º nel 1967, 2º nel 1971 e 1973, 3º nel 1958 e 1962.
In un'intervista a «Šachmaty v SSSR» del 1971, pubblicata sulla rivista EG, ha dichiarato che i suoi compositori preferiti, oltre a Henrik K'asparyan e Vladimir Korol'kov, che egli considera "i Grandi Maestri", sono Mark Liburkin, Hermanis Matisons e Abram Gurvič.
Di professione era ingegnere, specializzato nei materiali metallici non ferrosi.

## Due studi di Vitol'd Jakimčik
|   | a | b | c | d | e | f | g | h |   |
| 8 | b7 re del nero · d7 cavallo del nero · b6 pedone del bianco · e6 alfiere del nero · c5 pedone del bianco · a4 re del bianco · a3 torre del bianco · h2 pedone del nero · a1 alfiere del bianco | b7 re del nero · d7 cavallo del nero · b6 pedone del bianco · e6 alfiere del nero · c5 pedone del bianco · a4 re del bianco · a3 torre del bianco · h2 pedone del nero · a1 alfiere del bianco | b7 re del nero · d7 cavallo del nero · b6 pedone del bianco · e6 alfiere del nero · c5 pedone del bianco · a4 re del bianco · a3 torre del bianco · h2 pedone del nero · a1 alfiere del bianco | b7 re del nero · d7 cavallo del nero · b6 pedone del bianco · e6 alfiere del nero · c5 pedone del bianco · a4 re del bianco · a3 torre del bianco · h2 pedone del nero · a1 alfiere del bianco | b7 re del nero · d7 cavallo del nero · b6 pedone del bianco · e6 alfiere del nero · c5 pedone del bianco · a4 re del bianco · a3 torre del bianco · h2 pedone del nero · a1 alfiere del bianco | b7 re del nero · d7 cavallo del nero · b6 pedone del bianco · e6 alfiere del nero · c5 pedone del bianco · a4 re del bianco · a3 torre del bianco · h2 pedone del nero · a1 alfiere del bianco | b7 re del nero · d7 cavallo del nero · b6 pedone del bianco · e6 alfiere del nero · c5 pedone del bianco · a4 re del bianco · a3 torre del bianco · h2 pedone del nero · a1 alfiere del bianco | b7 re del nero · d7 cavallo del nero · b6 pedone del bianco · e6 alfiere del nero · c5 pedone del bianco · a4 re del bianco · a3 torre del bianco · h2 pedone del nero · a1 alfiere del bianco | 8 |
| 7 | b7 re del nero · d7 cavallo del nero · b6 pedone del bianco · e6 alfiere del nero · c5 pedone del bianco · a4 re del bianco · a3 torre del bianco · h2 pedone del nero · a1 alfiere del bianco | b7 re del nero · d7 cavallo del nero · b6 pedone del bianco · e6 alfiere del nero · c5 pedone del bianco · a4 re del bianco · a3 torre del bianco · h2 pedone del nero · a1 alfiere del bianco | b7 re del nero · d7 cavallo del nero · b6 pedone del bianco · e6 alfiere del nero · c5 pedone del bianco · a4 re del bianco · a3 torre del bianco · h2 pedone del nero · a1 alfiere del bianco | b7 re del nero · d7 cavallo del nero · b6 pedone del bianco · e6 alfiere del nero · c5 pedone del bianco · a4 re del bianco · a3 torre del bianco · h2 pedone del nero · a1 alfiere del bianco | b7 re del nero · d7 cavallo del nero · b6 pedone del bianco · e6 alfiere del nero · c5 pedone del bianco · a4 re del bianco · a3 torre del bianco · h2 pedone del nero · a1 alfiere del bianco | b7 re del nero · d7 cavallo del nero · b6 pedone del bianco · e6 alfiere del nero · c5 pedone del bianco · a4 re del bianco · a3 torre del bianco · h2 pedone del nero · a1 alfiere del bianco | b7 re del nero · d7 cavallo del nero · b6 pedone del bianco · e6 alfiere del nero · c5 pedone del bianco · a4 re del bianco · a3 torre del bianco · h2 pedone del nero · a1 alfiere del bianco | b7 re del nero · d7 cavallo del nero · b6 pedone del bianco · e6 alfiere del nero · c5 pedone del bianco · a4 re del bianco · a3 torre del bianco · h2 pedone del nero · a1 alfiere del bianco | 7 |
| 6 | b7 re del nero · d7 cavallo del nero · b6 pedone del bianco · e6 alfiere del nero · c5 pedone del bianco · a4 re del bianco · a3 torre del bianco · h2 pedone del nero · a1 alfiere del bianco | b7 re del nero · d7 cavallo del nero · b6 pedone del bianco · e6 alfiere del nero · c5 pedone del bianco · a4 re del bianco · a3 torre del bianco · h2 pedone del nero · a1 alfiere del bianco | b7 re del nero · d7 cavallo del nero · b6 pedone del bianco · e6 alfiere del nero · c5 pedone del bianco · a4 re del bianco · a3 torre del bianco · h2 pedone del nero · a1 alfiere del bianco | b7 re del nero · d7 cavallo del nero · b6 pedone del bianco · e6 alfiere del nero · c5 pedone del bianco · a4 re del bianco · a3 torre del bianco · h2 pedone del nero · a1 alfiere del bianco | b7 re del nero · d7 cavallo del nero · b6 pedone del bianco · e6 alfiere del nero · c5 pedone del bianco · a4 re del bianco · a3 torre del bianco · h2 pedone del nero · a1 alfiere del bianco | b7 re del nero · d7 cavallo del nero · b6 pedone del bianco · e6 alfiere del nero · c5 pedone del bianco · a4 re del bianco · a3 torre del bianco · h2 pedone del nero · a1 alfiere del bianco | b7 re del nero · d7 cavallo del nero · b6 pedone del bianco · e6 alfiere del nero · c5 pedone del bianco · a4 re del bianco · a3 torre del bianco · h2 pedone del nero · a1 alfiere del bianco | b7 re del nero · d7 cavallo del nero · b6 pedone del bianco · e6 alfiere del nero · c5 pedone del bianco · a4 re del bianco · a3 torre del bianco · h2 pedone del nero · a1 alfiere del bianco | 6 |
| 5 | b7 re del nero · d7 cavallo del nero · b6 pedone del bianco · e6 alfiere del nero · c5 pedone del bianco · a4 re del bianco · a3 torre del bianco · h2 pedone del nero · a1 alfiere del bianco | b7 re del nero · d7 cavallo del nero · b6 pedone del bianco · e6 alfiere del nero · c5 pedone del bianco · a4 re del bianco · a3 torre del bianco · h2 pedone del nero · a1 alfiere del bianco | b7 re del nero · d7 cavallo del nero · b6 pedone del bianco · e6 alfiere del nero · c5 pedone del bianco · a4 re del bianco · a3 torre del bianco · h2 pedone del nero · a1 alfiere del bianco | b7 re del nero · d7 cavallo del nero · b6 pedone del bianco · e6 alfiere del nero · c5 pedone del bianco · a4 re del bianco · a3 torre del bianco · h2 pedone del nero · a1 alfiere del bianco | b7 re del nero · d7 cavallo del nero · b6 pedone del bianco · e6 alfiere del nero · c5 pedone del bianco · a4 re del bianco · a3 torre del bianco · h2 pedone del nero · a1 alfiere del bianco | b7 re del nero · d7 cavallo del nero · b6 pedone del bianco · e6 alfiere del nero · c5 pedone del bianco · a4 re del bianco · a3 torre del bianco · h2 pedone del nero · a1 alfiere del bianco | b7 re del nero · d7 cavallo del nero · b6 pedone del bianco · e6 alfiere del nero · c5 pedone del bianco · a4 re del bianco · a3 torre del bianco · h2 pedone del nero · a1 alfiere del bianco | b7 re del nero · d7 cavallo del nero · b6 pedone del bianco · e6 alfiere del nero · c5 pedone del bianco · a4 re del bianco · a3 torre del bianco · h2 pedone del nero · a1 alfiere del bianco | 5 |
| 4 | b7 re del nero · d7 cavallo del nero · b6 pedone del bianco · e6 alfiere del nero · c5 pedone del bianco · a4 re del bianco · a3 torre del bianco · h2 pedone del nero · a1 alfiere del bianco | b7 re del nero · d7 cavallo del nero · b6 pedone del bianco · e6 alfiere del nero · c5 pedone del bianco · a4 re del bianco · a3 torre del bianco · h2 pedone del nero · a1 alfiere del bianco | b7 re del nero · d7 cavallo del nero · b6 pedone del bianco · e6 alfiere del nero · c5 pedone del bianco · a4 re del bianco · a3 torre del bianco · h2 pedone del nero · a1 alfiere del bianco | b7 re del nero · d7 cavallo del nero · b6 pedone del bianco · e6 alfiere del nero · c5 pedone del bianco · a4 re del bianco · a3 torre del bianco · h2 pedone del nero · a1 alfiere del bianco | b7 re del nero · d7 cavallo del nero · b6 pedone del bianco · e6 alfiere del nero · c5 pedone del bianco · a4 re del bianco · a3 torre del bianco · h2 pedone del nero · a1 alfiere del bianco | b7 re del nero · d7 cavallo del nero · b6 pedone del bianco · e6 alfiere del nero · c5 pedone del bianco · a4 re del bianco · a3 torre del bianco · h2 pedone del nero · a1 alfiere del bianco | b7 re del nero · d7 cavallo del nero · b6 pedone del bianco · e6 alfiere del nero · c5 pedone del bianco · a4 re del bianco · a3 torre del bianco · h2 pedone del nero · a1 alfiere del bianco | b7 re del nero · d7 cavallo del nero · b6 pedone del bianco · e6 alfiere del nero · c5 pedone del bianco · a4 re del bianco · a3 torre del bianco · h2 pedone del nero · a1 alfiere del bianco | 4 |
| 3 | b7 re del nero · d7 cavallo del nero · b6 pedone del bianco · e6 alfiere del nero · c5 pedone del bianco · a4 re del bianco · a3 torre del bianco · h2 pedone del nero · a1 alfiere del bianco | b7 re del nero · d7 cavallo del nero · b6 pedone del bianco · e6 alfiere del nero · c5 pedone del bianco · a4 re del bianco · a3 torre del bianco · h2 pedone del nero · a1 alfiere del bianco | b7 re del nero · d7 cavallo del nero · b6 pedone del bianco · e6 alfiere del nero · c5 pedone del bianco · a4 re del bianco · a3 torre del bianco · h2 pedone del nero · a1 alfiere del bianco | b7 re del nero · d7 cavallo del nero · b6 pedone del bianco · e6 alfiere del nero · c5 pedone del bianco · a4 re del bianco · a3 torre del bianco · h2 pedone del nero · a1 alfiere del bianco | b7 re del nero · d7 cavallo del nero · b6 pedone del bianco · e6 alfiere del nero · c5 pedone del bianco · a4 re del bianco · a3 torre del bianco · h2 pedone del nero · a1 alfiere del bianco | b7 re del nero · d7 cavallo del nero · b6 pedone del bianco · e6 alfiere del nero · c5 pedone del bianco · a4 re del bianco · a3 torre del bianco · h2 pedone del nero · a1 alfiere del bianco | b7 re del nero · d7 cavallo del nero · b6 pedone del bianco · e6 alfiere del nero · c5 pedone del bianco · a4 re del bianco · a3 torre del bianco · h2 pedone del nero · a1 alfiere del bianco | b7 re del nero · d7 cavallo del nero · b6 pedone del bianco · e6 alfiere del nero · c5 pedone del bianco · a4 re del bianco · a3 torre del bianco · h2 pedone del nero · a1 alfiere del bianco | 3 |
| 2 | b7 re del nero · d7 cavallo del nero · b6 pedone del bianco · e6 alfiere del nero · c5 pedone del bianco · a4 re del bianco · a3 torre del bianco · h2 pedone del nero · a1 alfiere del bianco | b7 re del nero · d7 cavallo del nero · b6 pedone del bianco · e6 alfiere del nero · c5 pedone del bianco · a4 re del bianco · a3 torre del bianco · h2 pedone del nero · a1 alfiere del bianco | b7 re del nero · d7 cavallo del nero · b6 pedone del bianco · e6 alfiere del nero · c5 pedone del bianco · a4 re del bianco · a3 torre del bianco · h2 pedone del nero · a1 alfiere del bianco | b7 re del nero · d7 cavallo del nero · b6 pedone del bianco · e6 alfiere del nero · c5 pedone del bianco · a4 re del bianco · a3 torre del bianco · h2 pedone del nero · a1 alfiere del bianco | b7 re del nero · d7 cavallo del nero · b6 pedone del bianco · e6 alfiere del nero · c5 pedone del bianco · a4 re del bianco · a3 torre del bianco · h2 pedone del nero · a1 alfiere del bianco | b7 re del nero · d7 cavallo del nero · b6 pedone del bianco · e6 alfiere del nero · c5 pedone del bianco · a4 re del bianco · a3 torre del bianco · h2 pedone del nero · a1 alfiere del bianco | b7 re del nero · d7 cavallo del nero · b6 pedone del bianco · e6 alfiere del nero · c5 pedone del bianco · a4 re del bianco · a3 torre del bianco · h2 pedone del nero · a1 alfiere del bianco | b7 re del nero · d7 cavallo del nero · b6 pedone del bianco · e6 alfiere del nero · c5 pedone del bianco · a4 re del bianco · a3 torre del bianco · h2 pedone del nero · a1 alfiere del bianco | 2 |
| 1 | b7 re del nero · d7 cavallo del nero · b6 pedone del bianco · e6 alfiere del nero · c5 pedone del bianco · a4 re del bianco · a3 torre del bianco · h2 pedone del nero · a1 alfiere del bianco | b7 re del nero · d7 cavallo del nero · b6 pedone del bianco · e6 alfiere del nero · c5 pedone del bianco · a4 re del bianco · a3 torre del bianco · h2 pedone del nero · a1 alfiere del bianco | b7 re del nero · d7 cavallo del nero · b6 pedone del bianco · e6 alfiere del nero · c5 pedone del bianco · a4 re del bianco · a3 torre del bianco · h2 pedone del nero · a1 alfiere del bianco | b7 re del nero · d7 cavallo del nero · b6 pedone del bianco · e6 alfiere del nero · c5 pedone del bianco · a4 re del bianco · a3 torre del bianco · h2 pedone del nero · a1 alfiere del bianco | b7 re del nero · d7 cavallo del nero · b6 pedone del bianco · e6 alfiere del nero · c5 pedone del bianco · a4 re del bianco · a3 torre del bianco · h2 pedone del nero · a1 alfiere del bianco | b7 re del nero · d7 cavallo del nero · b6 pedone del bianco · e6 alfiere del nero · c5 pedone del bianco · a4 re del bianco · a3 torre del bianco · h2 pedone del nero · a1 alfiere del bianco | b7 re del nero · d7 cavallo del nero · b6 pedone del bianco · e6 alfiere del nero · c5 pedone del bianco · a4 re del bianco · a3 torre del bianco · h2 pedone del nero · a1 alfiere del bianco | b7 re del nero · d7 cavallo del nero · b6 pedone del bianco · e6 alfiere del nero · c5 pedone del bianco · a4 re del bianco · a3 torre del bianco · h2 pedone del nero · a1 alfiere del bianco | 1 |
|   | a | b | c | d | e | f | g | h |   |

Soluzione:
1. c6+  Rxc6
2. Tc3+ Cc5+
3. Txc5+ Rxc5
4. b7 h1=T!
4... h1=D? 5. Ad4+ Rxd4 6. b8=D Da1+ 7. Rb5 Db2+ 8. Rc6! Dxb8 matto.

5. Ab2! Th4+
6. Ra5 Ab3!
7. Aa3+ Rc6

|   | a | b | c | d | e | f | g | h |   |
| 8 | c5 pedone del nero · g4 alfiere del bianco · d3 pedone del nero · e3 pedone del nero · d2 pedone del nero · d1 re del bianco · h1 re del nero | c5 pedone del nero · g4 alfiere del bianco · d3 pedone del nero · e3 pedone del nero · d2 pedone del nero · d1 re del bianco · h1 re del nero | c5 pedone del nero · g4 alfiere del bianco · d3 pedone del nero · e3 pedone del nero · d2 pedone del nero · d1 re del bianco · h1 re del nero | c5 pedone del nero · g4 alfiere del bianco · d3 pedone del nero · e3 pedone del nero · d2 pedone del nero · d1 re del bianco · h1 re del nero | c5 pedone del nero · g4 alfiere del bianco · d3 pedone del nero · e3 pedone del nero · d2 pedone del nero · d1 re del bianco · h1 re del nero | c5 pedone del nero · g4 alfiere del bianco · d3 pedone del nero · e3 pedone del nero · d2 pedone del nero · d1 re del bianco · h1 re del nero | c5 pedone del nero · g4 alfiere del bianco · d3 pedone del nero · e3 pedone del nero · d2 pedone del nero · d1 re del bianco · h1 re del nero | c5 pedone del nero · g4 alfiere del bianco · d3 pedone del nero · e3 pedone del nero · d2 pedone del nero · d1 re del bianco · h1 re del nero | 8 |
| 7 | c5 pedone del nero · g4 alfiere del bianco · d3 pedone del nero · e3 pedone del nero · d2 pedone del nero · d1 re del bianco · h1 re del nero | c5 pedone del nero · g4 alfiere del bianco · d3 pedone del nero · e3 pedone del nero · d2 pedone del nero · d1 re del bianco · h1 re del nero | c5 pedone del nero · g4 alfiere del bianco · d3 pedone del nero · e3 pedone del nero · d2 pedone del nero · d1 re del bianco · h1 re del nero | c5 pedone del nero · g4 alfiere del bianco · d3 pedone del nero · e3 pedone del nero · d2 pedone del nero · d1 re del bianco · h1 re del nero | c5 pedone del nero · g4 alfiere del bianco · d3 pedone del nero · e3 pedone del nero · d2 pedone del nero · d1 re del bianco · h1 re del nero | c5 pedone del nero · g4 alfiere del bianco · d3 pedone del nero · e3 pedone del nero · d2 pedone del nero · d1 re del bianco · h1 re del nero | c5 pedone del nero · g4 alfiere del bianco · d3 pedone del nero · e3 pedone del nero · d2 pedone del nero · d1 re del bianco · h1 re del nero | c5 pedone del nero · g4 alfiere del bianco · d3 pedone del nero · e3 pedone del nero · d2 pedone del nero · d1 re del bianco · h1 re del nero | 7 |
| 6 | c5 pedone del nero · g4 alfiere del bianco · d3 pedone del nero · e3 pedone del nero · d2 pedone del nero · d1 re del bianco · h1 re del nero | c5 pedone del nero · g4 alfiere del bianco · d3 pedone del nero · e3 pedone del nero · d2 pedone del nero · d1 re del bianco · h1 re del nero | c5 pedone del nero · g4 alfiere del bianco · d3 pedone del nero · e3 pedone del nero · d2 pedone del nero · d1 re del bianco · h1 re del nero | c5 pedone del nero · g4 alfiere del bianco · d3 pedone del nero · e3 pedone del nero · d2 pedone del nero · d1 re del bianco · h1 re del nero | c5 pedone del nero · g4 alfiere del bianco · d3 pedone del nero · e3 pedone del nero · d2 pedone del nero · d1 re del bianco · h1 re del nero | c5 pedone del nero · g4 alfiere del bianco · d3 pedone del nero · e3 pedone del nero · d2 pedone del nero · d1 re del bianco · h1 re del nero | c5 pedone del nero · g4 alfiere del bianco · d3 pedone del nero · e3 pedone del nero · d2 pedone del nero · d1 re del bianco · h1 re del nero | c5 pedone del nero · g4 alfiere del bianco · d3 pedone del nero · e3 pedone del nero · d2 pedone del nero · d1 re del bianco · h1 re del nero | 6 |
| 5 | c5 pedone del nero · g4 alfiere del bianco · d3 pedone del nero · e3 pedone del nero · d2 pedone del nero · d1 re del bianco · h1 re del nero | c5 pedone del nero · g4 alfiere del bianco · d3 pedone del nero · e3 pedone del nero · d2 pedone del nero · d1 re del bianco · h1 re del nero | c5 pedone del nero · g4 alfiere del bianco · d3 pedone del nero · e3 pedone del nero · d2 pedone del nero · d1 re del bianco · h1 re del nero | c5 pedone del nero · g4 alfiere del bianco · d3 pedone del nero · e3 pedone del nero · d2 pedone del nero · d1 re del bianco · h1 re del nero | c5 pedone del nero · g4 alfiere del bianco · d3 pedone del nero · e3 pedone del nero · d2 pedone del nero · d1 re del bianco · h1 re del nero | c5 pedone del nero · g4 alfiere del bianco · d3 pedone del nero · e3 pedone del nero · d2 pedone del nero · d1 re del bianco · h1 re del nero | c5 pedone del nero · g4 alfiere del bianco · d3 pedone del nero · e3 pedone del nero · d2 pedone del nero · d1 re del bianco · h1 re del nero | c5 pedone del nero · g4 alfiere del bianco · d3 pedone del nero · e3 pedone del nero · d2 pedone del nero · d1 re del bianco · h1 re del nero | 5 |
| 4 | c5 pedone del nero · g4 alfiere del bianco · d3 pedone del nero · e3 pedone del nero · d2 pedone del nero · d1 re del bianco · h1 re del nero | c5 pedone del nero · g4 alfiere del bianco · d3 pedone del nero · e3 pedone del nero · d2 pedone del nero · d1 re del bianco · h1 re del nero | c5 pedone del nero · g4 alfiere del bianco · d3 pedone del nero · e3 pedone del nero · d2 pedone del nero · d1 re del bianco · h1 re del nero | c5 pedone del nero · g4 alfiere del bianco · d3 pedone del nero · e3 pedone del nero · d2 pedone del nero · d1 re del bianco · h1 re del nero | c5 pedone del nero · g4 alfiere del bianco · d3 pedone del nero · e3 pedone del nero · d2 pedone del nero · d1 re del bianco · h1 re del nero | c5 pedone del nero · g4 alfiere del bianco · d3 pedone del nero · e3 pedone del nero · d2 pedone del nero · d1 re del bianco · h1 re del nero | c5 pedone del nero · g4 alfiere del bianco · d3 pedone del nero · e3 pedone del nero · d2 pedone del nero · d1 re del bianco · h1 re del nero | c5 pedone del nero · g4 alfiere del bianco · d3 pedone del nero · e3 pedone del nero · d2 pedone del nero · d1 re del bianco · h1 re del nero | 4 |
| 3 | c5 pedone del nero · g4 alfiere del bianco · d3 pedone del nero · e3 pedone del nero · d2 pedone del nero · d1 re del bianco · h1 re del nero | c5 pedone del nero · g4 alfiere del bianco · d3 pedone del nero · e3 pedone del nero · d2 pedone del nero · d1 re del bianco · h1 re del nero | c5 pedone del nero · g4 alfiere del bianco · d3 pedone del nero · e3 pedone del nero · d2 pedone del nero · d1 re del bianco · h1 re del nero | c5 pedone del nero · g4 alfiere del bianco · d3 pedone del nero · e3 pedone del nero · d2 pedone del nero · d1 re del bianco · h1 re del nero | c5 pedone del nero · g4 alfiere del bianco · d3 pedone del nero · e3 pedone del nero · d2 pedone del nero · d1 re del bianco · h1 re del nero | c5 pedone del nero · g4 alfiere del bianco · d3 pedone del nero · e3 pedone del nero · d2 pedone del nero · d1 re del bianco · h1 re del nero | c5 pedone del nero · g4 alfiere del bianco · d3 pedone del nero · e3 pedone del nero · d2 pedone del nero · d1 re del bianco · h1 re del nero | c5 pedone del nero · g4 alfiere del bianco · d3 pedone del nero · e3 pedone del nero · d2 pedone del nero · d1 re del bianco · h1 re del nero | 3 |
| 2 | c5 pedone del nero · g4 alfiere del bianco · d3 pedone del nero · e3 pedone del nero · d2 pedone del nero · d1 re del bianco · h1 re del nero | c5 pedone del nero · g4 alfiere del bianco · d3 pedone del nero · e3 pedone del nero · d2 pedone del nero · d1 re del bianco · h1 re del nero | c5 pedone del nero · g4 alfiere del bianco · d3 pedone del nero · e3 pedone del nero · d2 pedone del nero · d1 re del bianco · h1 re del nero | c5 pedone del nero · g4 alfiere del bianco · d3 pedone del nero · e3 pedone del nero · d2 pedone del nero · d1 re del bianco · h1 re del nero | c5 pedone del nero · g4 alfiere del bianco · d3 pedone del nero · e3 pedone del nero · d2 pedone del nero · d1 re del bianco · h1 re del nero | c5 pedone del nero · g4 alfiere del bianco · d3 pedone del nero · e3 pedone del nero · d2 pedone del nero · d1 re del bianco · h1 re del nero | c5 pedone del nero · g4 alfiere del bianco · d3 pedone del nero · e3 pedone del nero · d2 pedone del nero · d1 re del bianco · h1 re del nero | c5 pedone del nero · g4 alfiere del bianco · d3 pedone del nero · e3 pedone del nero · d2 pedone del nero · d1 re del bianco · h1 re del nero | 2 |
| 1 | c5 pedone del nero · g4 alfiere del bianco · d3 pedone del nero · e3 pedone del nero · d2 pedone del nero · d1 re del bianco · h1 re del nero | c5 pedone del nero · g4 alfiere del bianco · d3 pedone del nero · e3 pedone del nero · d2 pedone del nero · d1 re del bianco · h1 re del nero | c5 pedone del nero · g4 alfiere del bianco · d3 pedone del nero · e3 pedone del nero · d2 pedone del nero · d1 re del bianco · h1 re del nero | c5 pedone del nero · g4 alfiere del bianco · d3 pedone del nero · e3 pedone del nero · d2 pedone del nero · d1 re del bianco · h1 re del nero | c5 pedone del nero · g4 alfiere del bianco · d3 pedone del nero · e3 pedone del nero · d2 pedone del nero · d1 re del bianco · h1 re del nero | c5 pedone del nero · g4 alfiere del bianco · d3 pedone del nero · e3 pedone del nero · d2 pedone del nero · d1 re del bianco · h1 re del nero | c5 pedone del nero · g4 alfiere del bianco · d3 pedone del nero · e3 pedone del nero · d2 pedone del nero · d1 re del bianco · h1 re del nero | c5 pedone del nero · g4 alfiere del bianco · d3 pedone del nero · e3 pedone del nero · d2 pedone del nero · d1 re del bianco · h1 re del nero | 1 |
|   | a | b | c | d | e | f | g | h |   |

Soluzione:
1. Сf5 e2+!  (1. ... c4 2. Ad3! cxd3 patta)

2. Rxd2 c4

3. Re1! Rg2!  (3. ...Rh2 4. Rf2)

4. Ag4! c3

5. Axe2 c2

6. Ad1! c1=D - patta per stallo.